# Nadya Ochner
Nadya Ochner (Meran, 14 maart 1993) is een Italiaanse snowboardster. Ze vertegenwoordigde haar vaderland op de Olympische Winterspelen 2014 in Sotsji en op de Olympische Winterspelen 2018 in Pyeongchang.

## Carrière
Bij haar wereldbekerdebuut in Valmalenco scoorde Ochner direct haar eerste wereldbekerpunten. In oktober 2011 behaalde ze in Landgraaf haar eerste toptienklassering in een wereldbekerwedstrijd. Op de FIS wereldkampioenschappen snowboarden 2013 in Stoneham eindigde de Italiaanse als veertiende op de parallelslalom en als 23e op de parallelreuzenslalom. Tijdens de Olympische Winterspelen van 2014 in Sotsji eindigde Ochner als 22e op de parallelslalom en als 26e op de parallelreuzenslalom.
In december 2014 stond ze in Carezza voor de eerste maal in haar carrière op het podium van een wereldbekerwedstrijd. In Kreischberg nam de Italiaanse deel aan de FIS wereldkampioenschappen snowboarden 2015. Op dit toernooi eindigde ze als zestiende op de parallelslalom en als zeventiende op de parallelreuzenslalom. Op de FIS wereldkampioenschappen snowboarden 2017 in de Spaanse Sierra Nevada eindigde Ochner als achttiende op de parallelreuzenslalom en als 23e op de parallelslalom. Tijdens de Olympische Winterspelen van 2018 in Pyeongchang eindigde ze als achttiende op de parallelreuzenslalom.
Op 13 december 2018 boekte de Italiaanse in Carezza haar eerste wereldbekerzege.

## Resultaten

### Olympische Winterspelen
| Jaar | Plaats      | Resultaten                                  |
| ---- | ----------- | ------------------------------------------- |
| 2014 | Sotsji      | 22e Parallelslalom 26e Parallelreuzenslalom |
| 2018 | Pyeongchang | 18e Parallelreuzenslalom                    |

### Wereldkampioenschappen
| Jaar | Plaats        | Resultaten                                  |
| ---- | ------------- | ------------------------------------------- |
| 2013 | Stoneham      | 14e Parallelslalom 23e Parallelreuzenslalom |
| 2015 | Kreischberg   | 16e Parallelslalom 17e Parallelreuzenslalom |
| 2017 | Sierra Nevada | 23e Parallelslalom 18e Parallelreuzenslalom |

### Wereldbeker
Eindklasseringen
| Seizoen   | Algm | PAR | PSL | PGS |
| --------- | ---- | --- | --- | --- |
| 2009/2010 | 176e | 72e | –   | –   |
| 2010/2011 | 80e  | 42e | –   | –   |
| 2011/2012 | –    | 18e | –   | –   |
| 2012/2013 | –    | 34e | 32e | 34e |
| 2013/2014 | –    | 13e | 10e | 22e |
| 2014/2015 | –    | 16e | 23e | 12e |
| 2015/2016 | –    | 11e | 9e  | 17e |
| 2016/2017 | –    | 13e | 6e  | 15e |
| 2017/2018 | –    | 22e | 14e | 23e |

Wereldbekerzeges
| Datum            | Plaats  | Onderdeel            |
| ---------------- | ------- | -------------------- |
| 13 december 2018 | Carezza | Parallelreuzenslalom |